# Gürkan Özkan

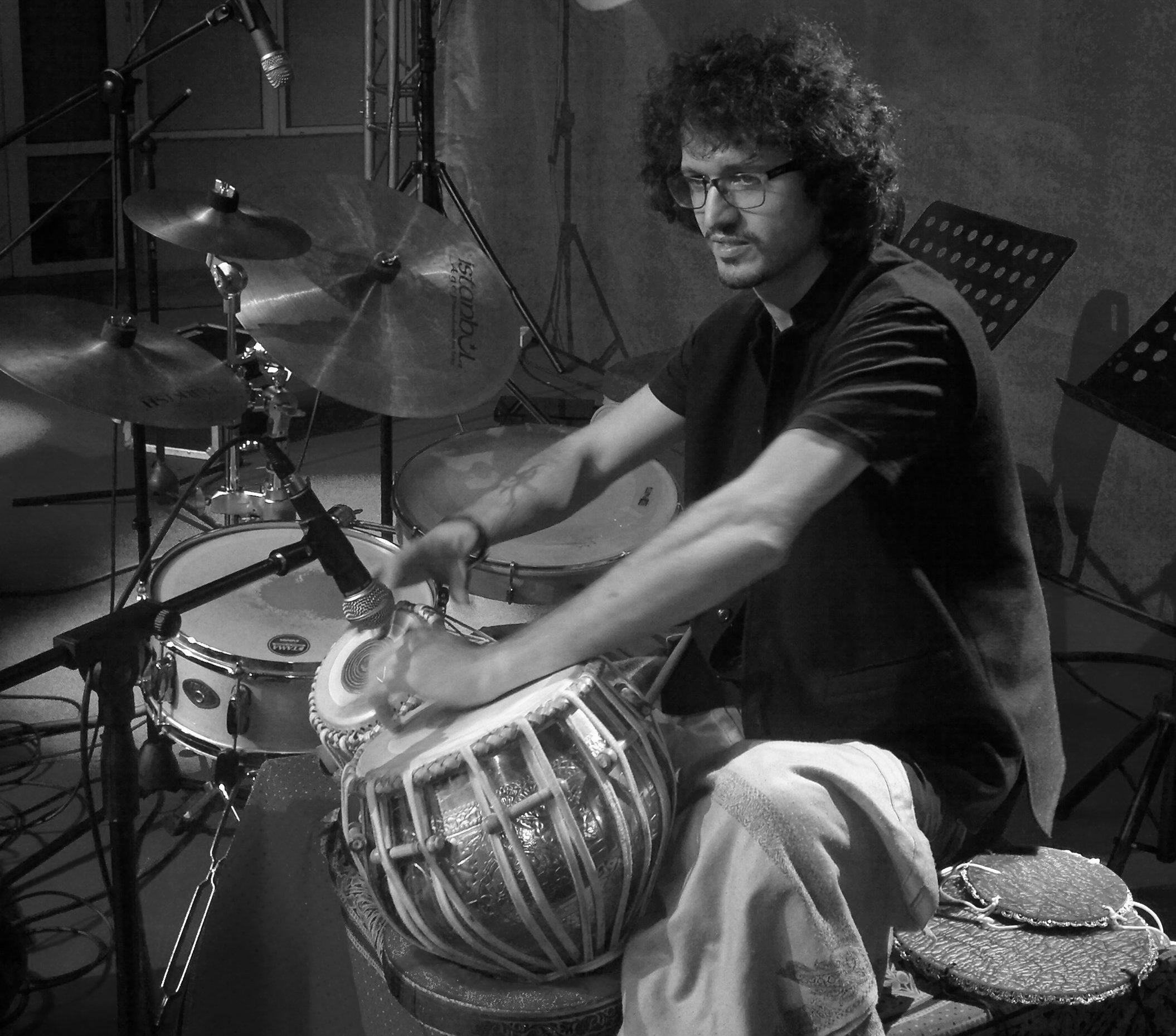
Gürkan Özkan (2013)

Gürkan Özkan ist ein türkischer Multiperkussionist aus Istanbul.

## Leben
Özkan lernte ab 2000 Perkussion bei Okay Temiz und beendete seine Ausbildung 2004 bei Engin Gürkey. Insbesondere bei Gürkey erlernte er die türkische Rhythmik und das Spiel auf zahlreichen ethnischen Perkussionsinstrumenten, wie Conga, Pandeiro, iranische Daf und indische Tabla. Seit Jahren reist er regelmäßig nach Indien, um sich dort bei seinem Tabla-Meister Sandesh Popatkar fortzubilden.
Auf dem Istanbul International Jazz Festival trat er 2004 mit John Scofield und 2005 mit Bendik Hofseth auf.  Weiterhin spielte er auf der Bühne unter anderem zusammen mit Sezen Aksu, Aşkın Arsunan, Nilüfer, Selim Ergen, Süleyman Ergüner, Birol Topaloğlu, Ensemble Al-Kindî, Smadj und Gültekin Kaan. Özkan ist ein aktives Mitglied von Engin Gürkeys World Percussion Ensemble, von Süleyman Ergüners Sufizen-Projekt und Zahtar. Er hat zudem an Alben von Ayhan Günyıl, Melih Görgün, Gültekin Kaan, Bilal Karaman und der Gruppe Light in Babylon mitgewirkt.
Mit Prasad Khaparde, L. Subramaniam, Ibrahim Maalouf, Natascha Atlas und Keyvan Chemirani trat er in 26 verschiedenen Ländern Europas und Asiens auf. Er ist Endorser für Meinl Perkussion. 2016 veröffentlichte er sein erstes Buch über die Kunst des Tablaspiels und hielt Masterclasses ab. Unter der Marke Bandin stellt er seine eigenen Tablas her und vertreibt diese weltweit.